# Elección papal de 1086
La elección papal del 24 de mayo de 1086 fue la elección en la que se eligió al papa Víctor III, (abad de Montecasino) tras el fallecimiento de Gregorio VII,  sucediéndole después de un año de sede vacante.

## Muerte de Gregorio VII
Gregorio VII murió exiliado en Salerno el 25 de mayo de 1085. Antes de su muerte, nominó tres clérigos como sus preferidos para sucederle. Eran el cardenal obispo de Ostia, Odon de lagers, el obispo de Lucca, Anselmo y el arzobispo de Lyon, Hugh. Roma se encontraba bajo el control del antipapa Clemente III, apoyado por el emperador Enrique IV, desde hacía un año antes de la muerte de Gregorio VII.

## Cardenales electores
La bula papal In nomine Domini de 1059 cambió la ley electoral para restringir solo a los siete cardenales obispos de las sedes suburbicarias la elección. Surgieron dudas sobre esta bula, debido a que los cardenales presbíteros reclamaban su admisión en la elección. El antagonismo entre los cardenales obispos y los cardenales presbíteros se intensificó por el hecho de que Gregorio VII favoreció a los últimos. Cuando el antipapa Clemente III se instaló en Roma,  sentenció a Gregorio VII al exilio. Gregorio se marchó con siete de los dieciocho cardenales (conocidos como gregorianos) cardenales presbíteros y un cardenal obispo. Uno de las razones que suscitaron la rebelión fue que Gregorio VII solo tuvo como asesores de la Santa Sede a los cardenales presbíteros. Pronto el clero que apoyaba al antipapa controló 17 de las 28 iglesias titulares de Roma. También los cardenales presbíteros leales a Gregorio protestaron contra los cardenales obispo. Un "gregoriano", el cardenal Deusdedit, de San Pietro en Vincoli empezó a distribuir un doctorado sobre la bula In nomine Domini, en la que el grado de cardenal obispo" fue referido únicamente como "cardenales", término que según la nomenclatura del tiempo hacia referencia solo a los cardenales presbíteros. Esto les permitió participar en la elección del sucesor de Gregorio VII. Esta fue la primera vez que participaron los cardenales presbíteros.

### Cardenales obispos
En 1086 eran seis los cardenales obispos fieles a Gregorio VII:
- Ubaldo (1063) - Cardenal obispo de Sabina
- Pedro Igneo (1072) -Cardenal obispo de Albano
- Giovanni Minuto (1073) Cardenal obispo de Tusculum[nota 3]
- Otho de Lagery (1080) - Cardenal Obispo de Ostia
- Bruno (1079) - Cardenal obispo de Segni
- John (1085) - Cardenal obispo de Porto

### Cardenales presbíteros
Basado en los datos disponible, consta que había solo diez cardenales presbíteros en la fieles a Gregorio VII, a pesar de que es posible que el dato sea incompleto:
- Dauferio, (1059) - Cardenal presbítero de Santa Cecilia, abad de Montecasino, vicario de Italia del sur
- Benedetto Cao (1073) - Cardenal presbítero de Santa Prassede
- Deusdedit (1078) -Cardenal presbítero de San Pietro en Vincoli
- Rainiero (1078) Cardenal presbítero de San Clemente, abad de la Basílica de San Lorenzo Extramuros
- Ricardo de San Víctor (1078) - Cardenal presbítero de la Basílica de San Pablo Extramuros y Abad de San Víctor, Marsella
- Herman de Gavardo (1080) - Cardenal presbítero de Santi Quattro Coronati
- Benedicto (1080) - Cardenal presbítero de Santa Pudenziana
- Romano (1082) - Cardenal presbítero de Santa Susana
- Bonussenior (1082) - Cardenal presbítero de Santa María en Trastevere
- Pietro Atenulfi (1085) - Cardenal presbítero y abad de Chiesa di San Benedetto en Salerno

Nada se sabe de los diáconos de la Iglesia romana que participaron en esta elección. Parece que estos diáconos, obedientes a Gregorio, no eran considerados cardenales. Hasta aproximadamente 1088, los diáconos del palacio (alrededor de siete) no formaron parte del colegio cardenalicio, posteriormente siendo los cardenales diáconos. Este cambio surgió debido al cisma del antipapa Clemente III. Cuándo, en 1084, tres de los siete diáconos del palacio se unieron al antipapa, en los registros empezaron a figurar como "cardenales diáconos". Este concepto fue más tarde tomado asentado por Urbano II.

## Elección de Víctor III
Después de que Gregorio VII muriera, el antipapa Clemente III fue expulsado de Roma, retornando así los seguidores de Gregorio. En mayo del 1086, las tropas normandas escoltaron a Roma a los "cardenales" gregorianos, quienes empezaron a preparar la elección papal. El 24 de mayo de 1086, en la Iglesia de Santa Lucía en Sepitisolio, los cardenales eligieron a Dauferio, Abad de Montecassino y cardinal presbítero de Santa Cecilia, a pesar de no ser uno de los candidatos nominados por Gregorio. Dauferio, aun así, rechazó la tiara, amenazando con regresar al monasterio. El cónsul Cencius instó al cardenal obispo de Ostia, Otho de Lagery, aceptar la elección de Desiderus. En esta situación, la elección de Dauferio fue reconocida y este fue forzado a aceptarla a la fuerza bajo el nombre de Víctor III. Cuatro días más tarde, los "gregorianos" fueron expulsados de Roma a Terracina por el prefecto imperial en Roma, seguidor de Clemente III. En Terracina, el papa electo se retiró a Montecasino, donde se resistió a su nombramiento durante diez meses. En marzo de 1087, el Sínodo de Capua aceptó su elección como cabeza de la Iglesia. Poco después, los normanos volvieron a expulsar a Clemente III de Roma. El 9 de mayo de 1087, Víctor III fue consagrado y coronado en la antigua Basílica de San Pedro.